# Willy Van Hese
Willy Van Hese (Antwerpen, 1 juni 1923 – Zoersel, 24 juli 2001) was een Belgisch tenor. 
Het zag er in eerste instantie niet naar uit dat hij zanger zou worden; hij studeerde eerst viool aan het Koninklijk Vlaams Conservatorium in Antwerpen. Zangstudies begonnen later bij Mina Bolotine, Peter Markwort en Julius Platzak. Hinmj stond in 1948 voor het eerst op de planken in de rol van Walther in Tannhäuser van Richard Wagner bij de Vlaamse Opera. In 1952 zong hij voor het eerst een partij in de Matthäus-Passion van Johann Sebastian Bach, hij zou het rond de 250 keer zingen. In 1955 sloot hij zich aan bij het gezelschap van het Stadtheater van Münster, maar keerde in 1960/1961 terug naar Antwerpen. Ondertussen gaf hij ook als solist concerten. Van hem is een aantal opnamen bewaard gebleven.
Willy Van Hese was getrouwd met Nelly Van den Broeck, wier zus Godelieve Van den Broeck (1914-2004) ook zong bij de Vlaamse Opera.